# Transmembranski domen ABC transportera
Transmembranski domen ABC transportera je glavna transmembranska strukturna jedinica ATP-vezujućeg kasetnog transportera koja se sastoji od šest transmembranskih domena. Mnogi članovi ABC transporterske familije (Pfam PF00005) imaju dva takva regiona.

## Potfamilije
- Sulfatni ABC transporterski permeazni protein 2 IPR005667
- Fosfatni transporterski sistem, permeazni protein 2 IPR005672
- Transporter fosfonatnog preuzimanja IPR005769
- Nitratna transportna permeaza IPR005889
- NifC-slični ABC-tip porter IPR006469
- Fosfatni ABC transporter, permeazni protein PstC IPR011864
- Molibdatni ABC transporter, permeazni protein IPR011867
- Niklov ABC transporter, permeazna podjedinica NikB IPR014156
- Niklov ABC transporter, permeazna podjedinica NikC IPR014157
- Ektoin/hidroksiektoinski ABC transporter, permeazni protein EhuD IPR014341
- Ektoin/hidroksiektoinski ABC transporter, permeazni protein EhuC IPR014342

## Ljudski proteini koji sadrže ovaj domen
ABCB1; ABCB10; ABCB11; ABCB4; ABCB5; ABCB6; ABCB7; ABCB8;
ABCB9; ABCC1; ABCC10; ABCC11; ABCC12; ABCC13; ABCC2; ABCC3;
ABCC4; ABCC5; ABCC6; ABCC8; ABCC9; CFTR; TAP1; TAP2; TAPL;

## Spoljašnje veze
- ABC transporter integral membrane type-1 domain[мртва веза] in PROSITE